# ドゥ・ザ・ライト・シング
ドゥ・ザ・ライト・シング (Do the right thing) とは、「（人として）正しいことをする、当然のことをする」という意味の言葉。特にアメリカ人が非常に好んで使うフレーズで、「理屈や損得ではなく、まっとうなことをする、まともじゃないことはしない」という意味で使われる。
イギリスの元首相ウィンストン・チャーチル (Sir Winston Churchill) (1874-1965)は
- You can always count on Americans to do the right thing, after they've tried everything else.
- アメリカ人は正しいことを行うと期待していい。ただし正しいこと以外のすべてをやり尽くした後だがね。

という名言を残した。
元々はアメリカの伝統的保守層（右翼）が功利主義などに対抗して言い始め（参照:『義務論』（汝の信条が普遍的法則となることを、その信条を通して汝が同時に意欲出来る、という信条に従ってのみ行為せよ - カント）、その後、黒人の人種差別反対運動や、ネオリベ層の弱肉強食的な政策に対抗するリベラル勢力（左翼）などでも、その政治的主張における一種のキャッチフレーズとして使われることが多くなった。『do the right thing by』は『（人）をまっとうに扱う』という意味。
なお、『right』の『正しい、正当な』という意味の語源は、人間は心臓の反対側にある手をよく使うところから、その手を使うことが正しいとされたこと。世界エイズ・結核・マラリア対策のためにU2のボノらが発起人となりAppleやアメリカン・エキスプレスなどが協賛している『(PRODUCT) RED（レッド）』(en:Product Red)というプロジェクトの『Do The (RED) Thing』というコピーもこれをもじったもの。

## その他の用法
- ドゥ・ザ・ライト・シング (映画) - スパイク・リー脚本・監督・主演のアメリカ映画。
- Do the right thing - アメリカのヒップホップバンド『Redhead Kingpin & the FBI』が1989年6月8日にリリースした楽曲。
- Do the right thing - 西宮コミュニティ放送（さくらFM）のロック番組。